# Encore (album Sarah Brightman)
Encore – album muzyczny angielskiej wokalistki i aktorki Sarah Brightman z 2002 roku, wydany przez wytwórnię Decca Broadway. Jest kompilacją utworów z różnych okresów, wyprodukowana przez Andrew Lloyd Webber'a.
Zawiera kilka popularnych nagrań z albumów Brightman/Lloyd Webbera (Surrender - utwory 3, 6, 9, 11, 12, 14 oraz The Songs That Got Away - utwory 2, 7, 8, 15).
Na płycie znajduje się także kilka utworów nigdzie wcześniej nie wydanych:
- “Whistle Down the Wind” (nagrany podczas sesji Surrender)
- “In the Mandarin’s Orchid Garden”, (z okresu The Songs That Got Away)
- “One More Walk Around the Garden”, “Think of Me“ i “What More Do I Need”

## Lista utworów
1. Whitsle Down the Wind (03'28) – z musicalu "Whistle Down the Wind"
2. Away from You (03'29) – z "Rex"
3. Guardami (03'38) – z "Sunset Boulevard" – włoska translacja "With one look"
4. Think of Me (03'15) – duet z Steve Bartonem z "Phantom of the Opera"
5. One More Walk the Around the Garden (03'18) – z musicalu "Carmelina"
6. Surrender (03'06) – z "Sunset Boulevard"
7. If I Ever Fall in Love Again (03'59) – z "the Crooked Mile"
8. Half a Moment (03'59) – z "Jeeves"
9. Piano (05'07) – znana jako "MEMORY" z musicalu "Cats" – włoska translacja
10. What More Do I Need (03'04) – z "Saturday Night"
11. There Is More to Love (02'34) – z "Aspects of Love"
12. The Last Man in My Life (03'10) – z "Song and Dance"
13. In the Mandarin's Orchid Garden (03'17) – temat z niewyprodukowanego "East Is West (1929)" George Gershwina
14. Nothing Like You've Ever Known (03'11) – z "Tell Me on a Sunday" i "Song and dance"
15. Chi il Bel Sogno Di Doretta (02'45) – z "Jaskółka" (La Rondine) Giacomo Pucciniego